# Onofrio Puglisi
Onofrio Puglisi, noto anche come Onofrio Pugliesi Sbernia (Palermo, ... – Palermo, 11 gennaio 1679), è stato un matematico italiano.

## Biografia
Palermitano, fu uno studioso di scienze e letterato. Coltivò, oltre alla matematica e alle belle lettere, anche l'astronomia.
Del 1634 è la sua opera intitolata Aritmetica, suddivisa in tre libri («ne' quali s'insegna con la facilità possibile la di lei prattica mercantile», come recita il sottotitolo), mentre nel 1671 pubblicò la Pratica economica numerale. La prima opera ebbe numerose edizioni, fino al 1844; con la seconda Puglisi si segnalò come il primo autore meridionale di ragioneria.

## Opere
- Aritmetica, 4ª ed., Palermo, per Antonio Pecora, a spese di Tomaso Aiccardo, 1714  [1634].
- Prattica economica numerale, Palermo, per il Bossio, 1671.